# Tinocallis suzhouensis
Tinocallis suzhouensis är en insektsart. Tinocallis suzhouensis ingår i släktet Tinocallis och familjen långrörsbladlöss. Inga underarter finns listade i Catalogue of Life.